# 抓狂美術館
《抓狂美術館》是一部2017年瑞典諷刺電影，為瑞典導演魯本·奧斯特倫德執導的第五部劇情長片。魯本·奧斯特倫德從俄羅斯行為藝術家奧列格·庫利克的經歷激發了靈感，創造電影的故事。電影講述斯德哥爾摩王宮博物館館長克里斯蒂安，著手策畫一場名為「廣場」（The Square）的展覽，但從某天早上手機遭到扒竊開始，延伸出一場混亂的巨大騷動。
電影發行後，獲得影評界的好評，本片獲選為第70屆坎城影展正式競賽片並獲得金棕櫚獎。赢得欧洲电影奖最佳影片、最佳导演、最佳编剧、最佳男主角、最佳美指等6个奖。获得第90届奥斯卡金像奖最佳外语片提名。

## 剧情
克里斯蒂安是斯德哥爾摩王宮博物館館長，最近著手策畫一場名為「廣場」（The Square）的展覽，他接受記者安妮的採訪，努力解釋博物館的用語。後來，克里斯蒂安被拉到人行道對峙，稍後他發現自己的智能手機和錢包失竊了，他推測大概是在陷入騙局的時候被偷了。因為克里斯蒂安能夠在電腦上追踪他的手機所在的位置，便偕同他的助理麥克追踪到一座公寓大樓。
兩者寫了一封匿名威脅信，要求歸還手機和錢包，並將其存放在附近的7-11便利店。當晚克里斯蒂安將這封信的副本扔進了每個公寓的郵箱。 幾天後，一個給他的包裹被存放在商店裏，裡面有手機和完全未動的錢包。
克里斯蒂安在計劃成功後，興高采烈地參加了一個派對，不但和安妮在聚會中再次碰面，還在當晚借住在她的公寓過夜，兩者發生了性關係。完事後，安妮提出要扔掉一個用過的避孕套，但克里斯蒂安堅決拒絕把它交給她，導致兩者發生了爭執，原因是她認為他不相信她會處理掉精液，而不是將精液帶走。幾天後，雙方再次於博物館碰面，安妮聲明她追求的不僅僅是隨便的性行為，還詢問克里斯蒂安是否也有相同的感覺，但是克利斯蒂安反而閃爍其詞，甚至在安妮致電給他時，沒有接起電話。
取得寄存在便利店裡的包裹後，克里斯蒂安在翌日被告知第二個包裹被寄至7-11裡，出於懷疑，克里斯蒂安這次選擇委託麥可前去取件。麥克在店裡遇見一名年輕的阿拉伯男孩，後者表示他的父母因為這封信認為他是一個小偷，並要求克里斯蒂安向他和他的家人道歉。 否則，男孩威脅要給他製造「混亂」。
阿拉伯男孩抵達克里斯蒂安的家裡，遇見克里斯蒂安的兩個年幼女兒，雙方在樓梯上相互對峙。克里斯蒂安試圖把他送走，但男孩開始敲門並尖叫著尋求協助，這使得克里斯蒂安在陷入沮喪的心情後，動手將男孩推落樓梯。盡管沒有任何人出面協助這名男孩，克里斯蒂安仍感到不安，拼命地在屋外的垃圾桶裏翻找寫著男孩的電話號碼的紙條，在找到它並試圖給他打電話未果後，克里斯蒂安轉而錄製了一段給男孩的道歉視頻。
在這些麻煩中，克里斯蒂安不得不策劃一個新的展覽，這個展覽以洛拉·阿裏亞斯（Lola Arias）的作品《廣場》（the Square）為中心，後者在聲明中描述道「廣場是一個信任和關懷的避難所。在它裡面，我們都享有平等的權利和義務。」。然而博物館委託的文宣廣場的廣告公司表示，他們需要利用社交媒體的關注，而不是這位毫無爭議和乏味的藝術家的聲明。廣告公司的代表认为对暴力的描述与广场的信息相矛盾，於是製作了一個宣傳短片，顯示一個貧窮的金髮白人女孩進入廣場並在爆炸中喪生。在一位心煩意亂的基督徒在沒有觀看的情況下表示同意後，該視頻被發佈在博物館的網站和YouTube頻道上，不但迅速地走紅，在YouTube累積超過30萬的點閱次數，甚至引起媒體、宗教領袖和公眾的強烈反對。為了平息這場風波，博物館特別安排了一場新聞發佈會，克里斯蒂安在會上表示他違反了協議，與董事會達成一致後辭去館長職務。隨後幾名記者抨擊他用一段乏味的剪輯挑起了廉價的爭議，而其他記者則攻擊他因為辭職而進行自我審查。
幾天後，克里斯蒂安為了冤枉阿拉伯男孩一事感到愧疚，帶著兩名女兒驅車前往公寓大樓，試圖找到他和他的家人表達歉意。然而事與願違，克里斯蒂安從公寓大樓的鄰居住戶口中得知，這家人已經搬走了。

## 演員
- 克拉斯·邦 飾 克里斯蒂安
- 伊丽莎白·莫斯 飾 安妮
- 多米尼克·韦斯特 飾 朱利安·吉喬尼
- 泰瑞·諾塔瑞（英语：Terry Notary） 飾 奧列格
- 克里斯多夫·萊瑟（英语：Christopher Læssø） 飾 麥可